# Jan Lecjaks
Jan Lecjaks (Plzeň, 9 agosto 1990) è un calciatore ceco, difensore del Nea Salamis.

## Caratteristiche tecniche
Terzino sinistro, può giocare anche come esterno sulla stessa fascia.

## Palmarès

### Club

#### Competizioni nazionali
- Coppa della Repubblica Ceca: 1

Viktoria Plzen: 2009-2010
- Supercoppa del Belgio: 1

Anderlecht: 2010
- Campionato croato: 1

Dinamo Zagabria: 2017-2018
- Campionato cipriota: 1

Omonia: 2020-2021
- Supercoppa di Cipro: 1

Omonia: 2021
- Coppa di Cipro: 2

Omonia: 2021-2022, 2022-2023